# حفر للنار (فلم)
حفر للنار (بالإنجليزية: Digging for Fire) هو فلم كوميدي درامي أمريكي تم إنتاجه في 2015، هو من إخراج جوي سوانبيرغ ومن تأليف كل من سوانبيرغ أيضاً و جيك جونسون وإنتاج كل سوانبيرغ و ألأيسيا فان كوفنرغ، وبطولة جيك جونسون وروزماري ديويت وأورلاندو بلوم وسام روكويل وآنا كيندريك ومايك بيربيغليا وتم عرض الفلم في مهرجان صاندانس السينمائي في مدينة سالت ليك في يوتا في الولايات المتحدة في يوم 26 يناير 2015، يتكلم الفلم عن اكتشاف لعظم ومسدس يصل لزوجين، وبسبب هذا الاكتشاف تبدأ المخاوف والشكوك تطاردهم.

## الممثلون
- جيك جونسون بدور تيم الزوج.
- روزماري ديويت بدور لي الزوجة.
- أورلاندو بلوم بدور بين.
- بري لارسون بدور ماكس.
- سام روكويل بدور راي.
- أنا كندريك بدور أليسيا.
- مايك بيربيغليا بدور فيل.
- كينت أوسبورن بدور أدم.
- سام إليوت بدور بوب بوب.
- جوديث لايت بدور الجدة.
- رون ليفينغستون بدور بوب.
- ميلاني لينسكي بدور سكيغي.
- جيني سلايت بدور صديقة اليوغا.
- ليندساي بورج بدور لوسي.

## وصلات خارجية
- حفر للنار على موقع IMDb (الإنجليزية)
- حفر للنار على موقع روتن توميتوز (الإنجليزية)
- حفر للنار على موقع قاعدة بيانات الأفلام العربية
- حفر للنار على موقع ألو سيني (الفرنسية)
- حفر للنار على موقع أول موفي (الإنجليزية)
- حفر للنار على موقع بوكس أوفيس موجو (الإنجليزية)
- حفر للنار على موقع فيلمافينيتي (الإسبانية)
- حفر للنار على موقع قاعدة بيانات الفيلم (الإنجليزية)
- حفر للنار على موقع ليتربوكسد (الإنجليزية)
- حفر للنار على موقع كينوبويسك (الروسية)
- http://www.imdb.com/title/tt3704416/